# Группа белорусских военных специалистов в Венесуэле
Группа белорусских военных специалистов в Венесуэле — контингент военных специалистов, военных советников и учёных Республики Беларусь в Боливарианской Республике Венесуэла. Деятельность иностранцев была направлена на создание единой системы противовоздушной обороны и радиоэлектронной борьбы Национальных Вооружённых Сил Венесуэлы, а также подготовку необходимых для неё армейских кадров. По итогу их работы удалось добиться успешного обновления и систематизации обороны страны.

## Предыстория
В 1999 году в Венесуэле начался процесс пересмотра внешней политики. Новое правительство негативно воспринимало США и Европейский Союз и стремилось углублять сотрудничество с латиноамериканскими государствами. Среди стран дальнего зарубежья власти начали укреплять связи с Россией, Китаем, а также Белоруссией. Тем временем последняя, испытавшая проблемы в газовой сфере и ценовое давление со стороны Москвы, активно осваивала рынки развивающихся стран.
В 2000-е годы произошла активизация белорусско-венесуэльских отношений. Сотрудничество проводилось сразу по нескольким направлениям, начиная торгово-экономической сферой, заканчивая областью технологий и промышленности. Это произошло сразу по нескольким причинам, среди которых:
- Процессы глобализации, позволившие начать интеграцию столь отдалённых государств[3];
- Взаимный интерес в обмене ресурсов Венесуэлы на белорусскую поддержку в социальном и экономическом развитии[4];
- Сближение лидеров двух государств А. Лукашенко и У. Чавеса на фоне противостояния с Западом[5].

За короткий период уровень сотрудничество Белоруссии с Венесуэлой стал наиболее глубоким среди стран Латинской Америки. Официальный Минск рассматривал партнёра как своего рода «плацдарм» для проникновения на рынки других стран региона. Эти планы подтверждал сам президент Белоруссии Лукашенко. Как заявил он во время одного из визитов в Каракас:
Мы хотим приземлиться в Венесуэлу таким образом, чтобы с её территории работать на всю Латинскую Америку — в экономической плане.
В июле 2006 года с первым визитом Чавеса в Минск отношения двух государств вышли на новый уровень, и двухстороннее партнёрство приобрело стратегический статус.
В то же время началось взаимодействие в оборонном секторе — страны заключили договор о военно-техническом сотрудничестве.

## Подготовка
Взаимодействие в оборонной сфере было в числе главных тем в межгосударственных отношениях Белоруссии и Венесуэлы с самого момента подписания главами этих государств меморандума о взаимопонимании 16 сентября 2006 года в Гаване (Куба) во время очередного саммита Движения неприсоединения. Несколько месяцев назад президент Венесуэлы Чавес публично заявил, что его стране необходимы современные системы ПВО для прикрытия воздушных рубежей от побережья Карибского моря до границы с Бразилией. В качестве вероятной угрозы подразумевались США.
Как позднее вспоминал А. Лукашенко, венесуэльцы нуждались в помощи по реорганизации армии. Они закупили разные системы противовоздушной обороны, самолёты и прочее вооружение, но не имели хорошей военной школы для пользования всем этим. Тогдашний заместитель начальника Генерального штаба Вооружённых Сил П. Тихоновский отметил, что в Венесуэле отсутствовала единая система ПВО, имелись лишь раздельные подразделения.
Перед командованием Вооружённых сил Венесуэлы встал вопрос создания системы согласованного управления не только зенитно-ракетными комплексами ближнего, среднего и дальнего действия, но и радиотехническими средствами. Помощь в данном вопросе пришла от Белоруссии.
Указами президента Белоруссии от 5 декабря 2007-го №618 и 686 генерал-лейтенант О. Паферов стал уполномоченным по ведению переговоров по проекту соглашений о сотрудничестве в интересах создания единой системы ПВО и системы радиоэлектронной борьбы, а также о пребывании на венесуэльской территории белорусских военных. 8 декабря в рамках визита А. Лукашенко в Каракас по этому вопросу были подписаны два договора.
Первым соглашением предусматривалось, что Минск окажет Венесуэле помощь и содействие в создании единой системы ПВО и РЭБ на основании научного проекта. Стороны договорились о том, что организации Венесуэлы заключат контракты с организациями республики и других государств на закупку товаров, работ и услуг в соответствии с планами создания двух систем. Вторым соглашением определялись условия, регламентирующие въезд и пребывание военных советников и специалистов, главного военного советника Беларуси и его аппарата на территории Венесуэлы в процессе осуществления работ по созданию систем ПВО и РЭБ. Иностранцы обязались соблюдать законодательство страны и не участвовать в боевых действиях. Оба документы были ратифицированы Палатой представителей Национального собрания Белоруссии в закрытом режиме 9 апреля 2008 года, а одобрены Советом Республики 16 апреля.

## Деятельность
В 2008 году Венесуэла приняла десять военных специалистов (их численность со временем увеличивалась). Вместе с советниками прибыли и их семьи. Руководство группы осуществлял генерал Паферов. К миссии, помимо официальных государственных кадров, могли быть привлечены и отставные. Так, в статье газеты «Комсомольская правда» 2011 года, посвящённой предположительному участию белорусов в ливийском конфликте, говорилось, что в Минске существует некая контора для бывших военных, готовых применить свой боевой опыт за рубежом. Среди мест для командировок названы Венесуэла, Кот-д'Ивуар и Ливия.
Работа белорусов, согласно заключённому договору, была определена сроком на пять лет. При этом существовала возможность автоматического продления на каждый последующий пятилетний период, пока одна из сторон не заявит о своем намерении прекратить сотрудничество. Замначальника белорусского Генштаба Тихоновский заявил, что система ПВО и радиоэлектронной борьбы в Венесуэле, включая подготовку специалистов и руководящего состава, будет создана практически в течение шести лет, что, помимо всего прочего, позволит Белоруссии выйти на рынок вооружения Латинской Америки и закрепиться там.
Чавес поставил перед иностранцами следующую задачу:
Мы должны защитить стратегические объекты, например ГЭС «Гури», нефтепромыслы, крупные НПЗ, индустриальные комплексы, естественно, военные объекты и командные пункты, крупные города, такие как Каракас, чтобы чувствовать себя в большей безопасности.
Белорусы предложили проект создания системной обороны государства. Он подразумевал организацию в Венесуэле интегрированного оборонительного комплекса, включающего ПВО, средства радиоэлектронной борьбы и противодействия высокоточному оружию. Требовалось построить новую систему обороны, вмонтировать в неё имеющиеся вооружения и докупить необходимые новые, при этом всё разъяснить для венесуэльских коллег. На основании предложений военных консультантов армия Венесуэлы приобрела автоматизированные системы управления войсками ПВО и ВВС, средства радиолокации и радиоэлектронной борьбы белорусского производства, а также ЗРК. Этими закупками планировалось заменить французскую и американскую технику и оборудование.
В рамках программы для защиты особо важных объектов на территории Венесуэлы созданы базы дислокации белорусско-российского ЗРК «Печора-2М» — модернизации С-125. Контракт на приобретение этих комплексов был заключён Каракасом в сентябре 2009 года. Предусматривалась закупка 11 (по другим данным 18) таких ЗРК. Поставки начались в мае 2011 года. Кроме того, в 2006—2010 гг. венесуэльские вооружённые силы закупили у Белоруссии неопределённое число комплексов Тор-М1. С белорусской стороны в числе основных исполнителей проекта выступили предприятия «Алевкурп», «ВолатАвто», образованного Минским заводом колёсных тягачей, и 2566-й завод по ремонту радиоэлектронного вооружения. По информации третьих источников, соисполнителями проекта наряду с предприятиями ВПК Белоруссии возможно выступили китайские, российские (на их ракетах испытывались новые системы) и иранские компании.
К концу правления Чавеса работа была завершена, и миссию белорусских военных специалистов свернули. По итогу их деятельности Венесуэле удалось добиться успешного обновления и систематизации ПВО—РЭБ, при чём не за шесть лет, как планировалось, а за пять. Централизованное управление силами ВКО Венесуэлы стал обеспечивать автоматизированный командный центр.
Однако смерть инициатора проекта Чавеса и экономические трудности 2010-х годов, заставили многих экспертов сомневаться в том, что Каракасу удалось сохранить боеспособность. Тем не менее, как отмечал военный аналитик А. Алесин, наличие значительного количества достаточно современных средств радиолокации и радиоэлектронной борьбы, высокоэффективных мобильных ЗРК различной дальности, управляемых единой автоматизированной системой командования, — позволяет, в случае необходимости, закрыть воздушное пространство над любым районом Венесуэлы. Белоруссия, по мнению эксперта, успешно справилась с ролью интегратора системы ПВО.
С самим проектом всё же возникли проблемы. Так, например, Венесуэла задолжала Минску несколько сотен миллионов долларов. Страна до сих пор не расплатилась с Беларусью за поставки военных технологий и имущества.

## Международный фактор
В СМИ бытовало мнение, что появление белорусских военных в Венесуэле является ответом на размещение американских ПРО в Центральной и Восточной Европе. Это якобы также было связано с санкциями в отношении концерна «Белнефтехим», который осуществлял проекты по добыче и переработке венесуэльской нефти. Однако вице-президент российской Академии геополитических проблем Л. Ивашов раскритиковал данную точку зрения.
Сравнивать планы белорусов по участию в создании системы противовоздушной обороны Венесуэлы с тем, что делают американцы в Польше и Чехии, не совсем правильно. Минск будет участвовать в строительстве войсковой ПВО, которая хоть и может работать по крылатым или баллистическим ракетам, но с серьёзными ограничениями. Это, так сказать, тактический уровень, а полноценная система противоракетной обороны — уровень стратегический. Для создания ПРО у Белоруссии и опыт недостаточный, и технологий нет, и производство соответствующее отсутствует. По большому счёту и самой Венесуэле система ПРО не нужна. У России, например, имеются стратегические ракеты, вот США и создают систему противодействия им. А у Венесуэлы таких ракет нет, и я сомневаюсь, что США будут наносить по ней стратегический удар.
Всё же деятельность Белоруссии у американцев вызвала беспокойство. Белый дом был недоволен закупками армией Венесуэлы новой техники и замене западного оборудования, в первую очередь демонтаже радаров американского и бельгийского производства. Предполагалось, что модернизация венесуэльской обороны приведёт к изменению баланса сил в регионе и гонке вооружений. В июле 2008 года под предлогом борьбы с наркотрафиком был воссоздан Четвёртый флот ВМС США, отвечавший за южноамериканское направление. Опасения стали нарастать и в некоторых латиноамериканских государствах. Как отмечал аспирант кафедры международных отношений факультета международных отношений Белорусского государственного университета К. Андриевский, среди бразильских аналитиков бытовало мнение, что мысли об угрозе начала гонки вооружений на контингенте продвигали представители военных ведомств Аргентины и Бразилии, желавшие получить большего финансирования.
В свою очередь политолог и директор Центра по проблемам европейской интеграции Ю. Шевцов заявлял, что размещение белорусских военных в Венесуэле было предназначено «на случай войны с Колумбией».